# Neolindus
Neolindus – rodzaj chrząszczy z rodziny kusakowatych i podrodziny żarlinków. Obejmuje 60 opisanych gatunków. Zamieszkują Amerykę Południową i neotropikalną Amerykę Północną.

## Morfologia
Chrząszcze o silnie wydłużonym ciele. Ubarwienie mają jasnobrązowe do czarnego z brązowymi czułkami, głaszczkami i odnóżami oraz zwykle z jasnobrązowymi błonami międzysegmentalnymi odwłoka.
Głowa jest kwadratowa do trapezowatej, najczęściej szersza niż dłuższa, o kątach tylnych prostych lub zaokrąglonych, a krawędzi tylnej prostej lub zaokrąglonej i słabo przy szyi wykrojonej. Powierzchnię ma błyszczącą, pozbawioną mikrorzeźby. Para szczecinek  nadczułkowych i para szczecinek międzyocznych rozmieszczone są na planie kwadratu. Po bokach głowy szczecinki zaczołowe rozmieszczone są w szeregu równoległym do rzędu szczecinek zakrawędziowych. Oczy nie mają szczecinek między omatidiami. Trichobotria na głowie występują w liczbie jednej lub dwóch par. Warga górna podzielona jest na dwa lub więcej płatów. Długie, chude, sierpowate, nieuzębione żuwaczki mają prosteki w formie błoniastych płatów. Szczęki mają po czterech szczecinkach na pieńkach, po jednej szczecince na kotwiczkach, grube szczecinki na zewnętrznych krawędziach żuwek zewnętrznych i dodatkowe sklerotyzacje na zewnętrznych krawędziach żuwek wewnętrznych. Czteroczłonowe głaszczki szczękowe odznaczają się zdrobniałym, brodawkowatych, nagim członem ostatnim. Warga dolna ma dwupłatowy języczek, po jednej parze szczecinek na bródce i podbródku oraz trójczłonowe głaszczki wargowe o członie drugim najdłuższym i prawie tak szerokim jak poprzedni.
Przedplecze jest najszersze pośrodku, zwykle zbliżone zarysem do kwadratu, o przedniej krawędzi lekko wypukłej, przednich i tylnych kątach zaokrąglonych, bocznych brzegach nagich, a tylnym brzegu lekko wykrojonym. Na powierzchni przedplecza nieobecna jest mikrorzeźba. Na niepunktowanej tarczce widnieją dwie poprzeczne, wykrojone listewki. Dłuższe niż szersze pokrywy mają gęsto rozmieszczone, mikroskopowe punkty pępkowate tworzące po od pięciu do ośmiu rzędów wzdłużnych, wykształcone żeberka epipleuralne i dodatkowe, wykrojoną krawędź tylną oraz zaokrąglone kąty wierzchołkowe. Panewki dłuższych niż szerszych bioder przednich są z tyłu otwarte, a wyrostki zabiodrowe podgięć przedplecza mają dodatkowe listewki równoległe do tylnej krawędzi. Przedpiersie cechuje się równoległą do przedniej krawędzi linią krawędziową górną, trójkątnym basisternum z wzdłużną listwą oraz szerokim i trójkątnym furcasternum z listewką środkową. Śródpiersie dysponuje pięciokątnym z ostrym kątem międzybiodrowym basisternum oraz zaopatrzonym w podłużną listewkę furcasternum. Perytremy przetchlinek śródtułowiwych mają niewielkie rozmiary. Na zapiersiu rozproszone są pępkowate punkty mikroskopowe. Anepisternity zatułowia wyposażone są w po dwa wyniesione żeberka podłużne. Biodra środkowej i tylnej pary są dłuższe niż szersze, a uda tych par trzykrotnie dłuższe niż szersze. Stopy pary przedniej mają człony od pierwszego do czwartego szersze niż dłuższe.
Odwłok charakteryzuje się obecnością jednej pary paratergitów na segmencie trzecim, brakiem paratergitów na segmentach od czwartego do ósmego oraz tergitami i sternitami segmentów od czwartego do szóstego zrośniętymi w formę walca.

## Ekologia i występowanie
Chrząszcze rozsiedlone od nizin do rzędnych 2900 m m.p.m. w górach. Bytują głównie w ściółce lasów liściastych.
Rodzaj neotropikalny, rozmieszczony od południowego Meksyku przez Honduras, Nikaraguę, Kostarykę, Panamę, Wenezuelę, Kolumbię, Gujanę, Surinam, Gujanę Francuską, Brazylię, Ekwador i Peru po Boliwię. Na północ dochodzi do meksykańskiego Chiapas, na południe do boliwijskiego Pando.

## Taksonomia
Takson ten wprowadzony został w 1876 roku przez Davida Sharpa pod nazwą Lindus. Gatunkiem typowym wyznaczony został opisany w tej samej publikacji Lindus religans. Nadana przez Sharpa nazwa rodzajowa okazała się jednak młodszym homonimem i w 1933 roku wprowadzona została przez Ottona Scheerpeltza dla omawianego taksonu nowa nazwa Neolindus. Rodzaj poddawany był redeskrypcją przez Gastona Fagela w 1958 roku, Lee Hermana w 1991 roku oraz Yoana C. Guzmana, Aleksandrę Tokarewą i Dagmarę Żyłę w 2024 roku. W publikacji Hermana opisanych został 27 nowych gatunków, a w publikacji Guzmana i innych 21 nowych gatunków, natomiast trzeci pod tym względem wkład wniósł Ulrich Irmler, opisując w 1981 i 2011 roku łącznie siedem nowych gatunków.
W sumie do rodzaju tego zalicza się 60 opisanych gatunków:

- Neolindus agilis Herman, 1991
- Neolindus amazonicus Irmler, 1981
- Neolindus apiculus Herman, 1991
- Neolindus basisinuatus Herman, 1991
- Neolindus bicornis Guzman, Tokareva et Żyła, 2024
- Neolindus bidens Herman, 1991
- Neolindus brachati Assing, 2012
- Neolindus brachiatus Herman, 1991
- Neolindus brewsterae Herman, 1991
- Neolindus bullus Herman, 1991
- Neolindus campbelli Herman, 1991
- Neolindus cephalochymus Herman, 1991
- Neolindus cuneatus Herman, 1991
- Neolindus densus Herman, 1991
- Neolindus dichymus Herman, 1991
- Neolindus elegans Guzman, Tokareva et Żyła, 2024
- Neolindus hamatus Herman, 1991
- Neolindus hanagarthi Irmler, 1981
- Neolindus hermani Asenjo, 2011
- Neolindus incanalis Herman, 1991
- Neolindus irmleri Asenjo, 2011
- Neolindus lirellus Herman, 1991
- Neolindus lodhii Herman, 1991
- Neolindus longithorax Guzman, Tokareva et Żyła, 2024
- Neolindus luciamans Assing, 2012
- Neolindus luxipenis Guzman, Tokareva et Żyła, 2024
- Neolindus maya Guzman, Tokareva et Żyła, 2024
- Neolindus milleri Herman, 1991
- Neolindus minutus Guzman, Tokareva et Żyła, 2024
- Neolindus napo Guzman, Tokareva et Żyła, 2024
- Neolindus niger Guzman, Tokareva et Żyła, 2024
- Neolindus ornatus Guzman, Tokareva et Żyła, 2024
- Neolindus parahermani Guzman, Tokareva et Żyła, 2024
- Neolindus parallelus Herman, 1991
- Neolindus paraplectrus Guzman, Tokareva et Żyła, 2024
- Neolindus parasinuatus Guzman, Tokareva et Żyła, 2024
- Neolindus parautriensis Guzman, Tokareva et Żyła, 2024
- Neolindus pastazae Irmler, 2011
- Neolindus peruvianus Irmler, 1981
- Neolindus plectrus Herman, 1991
- Neolindus procarinatus Herman, 1991
- Neolindus prolatus Herman, 1991
- Neolindus pseudosensillari s Guzman, Tokareva et Żyła, 2024
- Neolindus pumicosus Herman, 1991
- Neolindus punctiventris Irmler, 1981
- Neolindus punctogularis Herman, 1991
- Neolindus religans (Sharp, 1876)
- Neolindus retusus Herman, 1991
- Neolindus rudiculus Herman, 1991
- Neolindus sauron Guzman, Tokareva et Żyła, 2024
- Neolindus schubarti Irmler, 1981
- Neolindus sibyllae Guzman, Tokareva et Żyła, 2024
- Neolindus sinuatus Herman, 1991
- Neolindus triangularis Guzman, Tokareva et Żyła, 2024
- Neolindus tropicalis Guzman, Tokareva et Żyła, 2024
- Neolindus unilobus Herman, 1991
- Neolindus utriensis Guzman, Tokareva et Żyła, 2024
- Neolindus verhaaghi Irmler, 2011
- Neolindus volkeri Guzman, Tokareva et Żyła, 2024
- Neolindus yotokae Guzman, Tokareva et Żyła, 2024